# Freesia
Genre
Classification phylogénétique
Espèces de rang inférieur
- Freesia laxa

Freesia est un genre d'espèces de plantes monocotylédones à bulbe originaire d'Afrique du Sud (province du Cap), cultivées pour leurs fleurs très odorantes, aux couleurs variées.
Ce genre appartient à la famille des Iridacées. Son nom date de 1866, et lui a été donné par le botaniste Ecklon en l'honneur d'un médecin allemand nommé Freese.

## Description
Les Freesia sont des plantes herbacées à bulbe d'un diamètre de 1 à 2,5 cm, qui envoie dès le début de l'hiver une touffe d'étroites de feuilles de 10 à 30 cm de long.
Les fleurs attendant le début du printemps pour éclore, se développant en grappes le long d'une hampe assez frêle de 10 à 40 cm portant quelques feuilles et un épi de fleurs à six tépales. Elles peuvent être notamment blanches, jaunes ou pourpres. Leur parfum, très capiteux, ressemble un peu à celui du jasmin.

## Culture
S'accommodant très bien de la sécheresse, le freesia semble apprécier particulièrement le climat méditerranéen.  

## Utilisation
Les Freesia sont utilisés comme plante d'ornement notamment des hybrides résultant du croisement de Freesia refracta, Freesia leichtlinii, Freesia corymbosa ou d'autres espèces. Ils sont généralement tétraploïdes. Les Freesia avec leurs couleurs lumineuses et leurs fleurs délicatement parfumées jouent un grand rôle dans le commerce des fleurs coupées. Des centaines d'hybrides ont été créés pour offrir aux détaillants le plus grand nombre possible de couleurs vives.
Elles sont également de plus en plus fréquemment utilisées en parfumerie comme note de cœur, par exemple dans Noa, parfum de Cacharel (1998) ou dans Hugo Just Different, parfum Hugo Boss (2011).

## Espèces
1. Freesia andersoniae L.Bolus
2. Freesia caryophyllacea (Burm.f.) N.E.Br. (syn. F. elimensis L.Bolus, F. parva N.E.Br., F. xanthospila (DC.) Klatt)
3. Freesia corymbosa (Burm.f.) N.E.Br. (syn. F. armstrongii W.Watson, F. brevis N.E.Br.)
4. Freesia fergusoniae L.Bolus
5. Freesia fucata J.C.Manning & Goldblatt
6. Freesia grandiflora (Baker) Klatt
7. Freesia laxa (Thunb.) Goldblatt & J.C.Manning (syn. F. cruenta (Lindl.) Klatt)
8. Freesia leichtlinii Klatt (syn. F. middlemostii F.Barker, F. muirii N.E.Br.)
9. Freesia marginata J.C.Manning & Goldblatt
10. Freesia occidentalis L.Bolus (syn. F. framesii L.Bolus)
11. Freesia praecox J.C.Manning & Goldblatt
12. Freesia refracta (Jacq.) Klatt (syn. F. hurlingii L.Bolus)
13. Freesia sparrmanii (Thunb.) N.E.Br.
14. Freesia speciosa L.Bolus (syn. F. flava (E.Phillips & N.E.Br.) N.E.Br.)
15. Freesia verrucosa (B.Vogel) Goldblatt & J.C.Manning (syn. F. juncea (Pourr.) Klatt)
16. Freesia viridis (Aiton) Goldblatt & J.C.Manning

Il n'y a eu longtemps qu'une espèce, connue à la fois sous les noms de Freesia corymbosa et Freesia refracta, ou encore Freesia odorata. Mais on a rajouté à ce genre des espèces autrefois classées soit dans le genre Anomatheca, soit dans le genre Lapeirousia.
- Anomatheca cruenta Lindl. = Freesia laxa subsp. laxa
- Anomatheca grandiflora Baker = Freesia grandiflora
- Anomatheca juncea (Pourr.) Ker Gawl. = Freesia verrucosa
- Anomatheca laxa (Thunb.) Goldblatt = Freesia laxa
- Anomatheca verrucosa (B.Vogel) Goldblatt = Freesia verrucosa
- Anomatheca viridis (Aiton) Goldblatt = Freesia viridis
- Anomatheca xanthospila (DC.) Ker Gawl. = Freesia caryophyllacea